# Ballet royal de la nuit

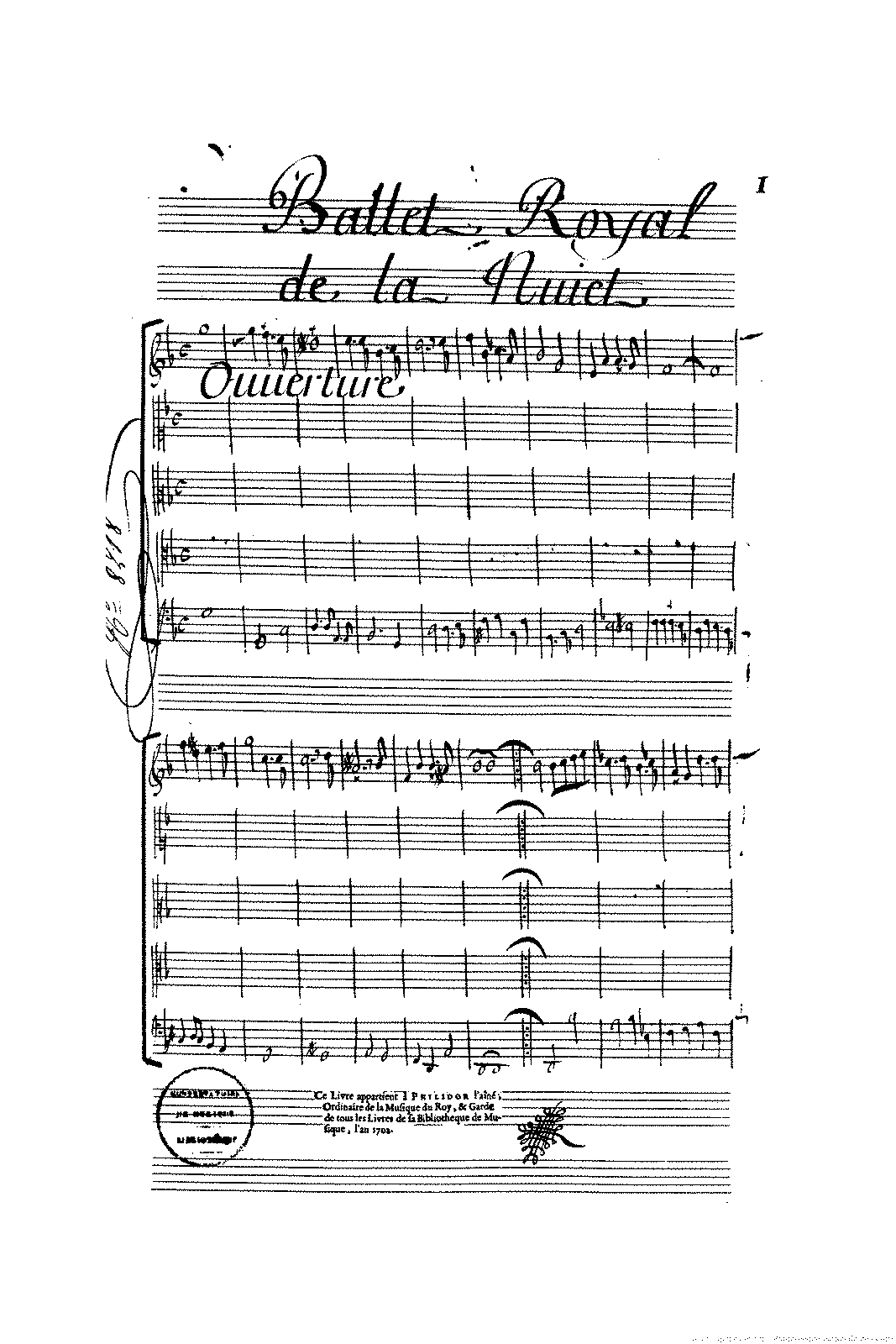
Titelpagina van Ballet Royal de la Nuit (1653) door Jean de Cambefort en tekst van Isaac de Benserade.

Ballet royal de la nuit (Koninklijk ballet van de nacht), frequent verkort tot: Ballet de la nuit (Ballet van de nacht), is een hofballet naar een libretto van Frans dichter Isaac de Benserade en op muziek van Jean de Cambefort, Jean-Baptiste Boësset, Michel Lambert en mogelijk nog meer componisten. Het ballet ging in première op 23 februari 1653 in de Grande Salle du Petit-Bourbon (Grote Zaal van de Kleine-Bourbon) van het voormalige Parijse huis van het Huis Bourbon. Het stuk werd in 13 uur uitgevoerd, van zonsondergang tot zonsopkomst. In het stuk debuteerde de toentertijd 14-jarige Lodewijk XIV als Apollo. Lodewijk speelde de rol van de opkomende zon, de heerser van het universum.

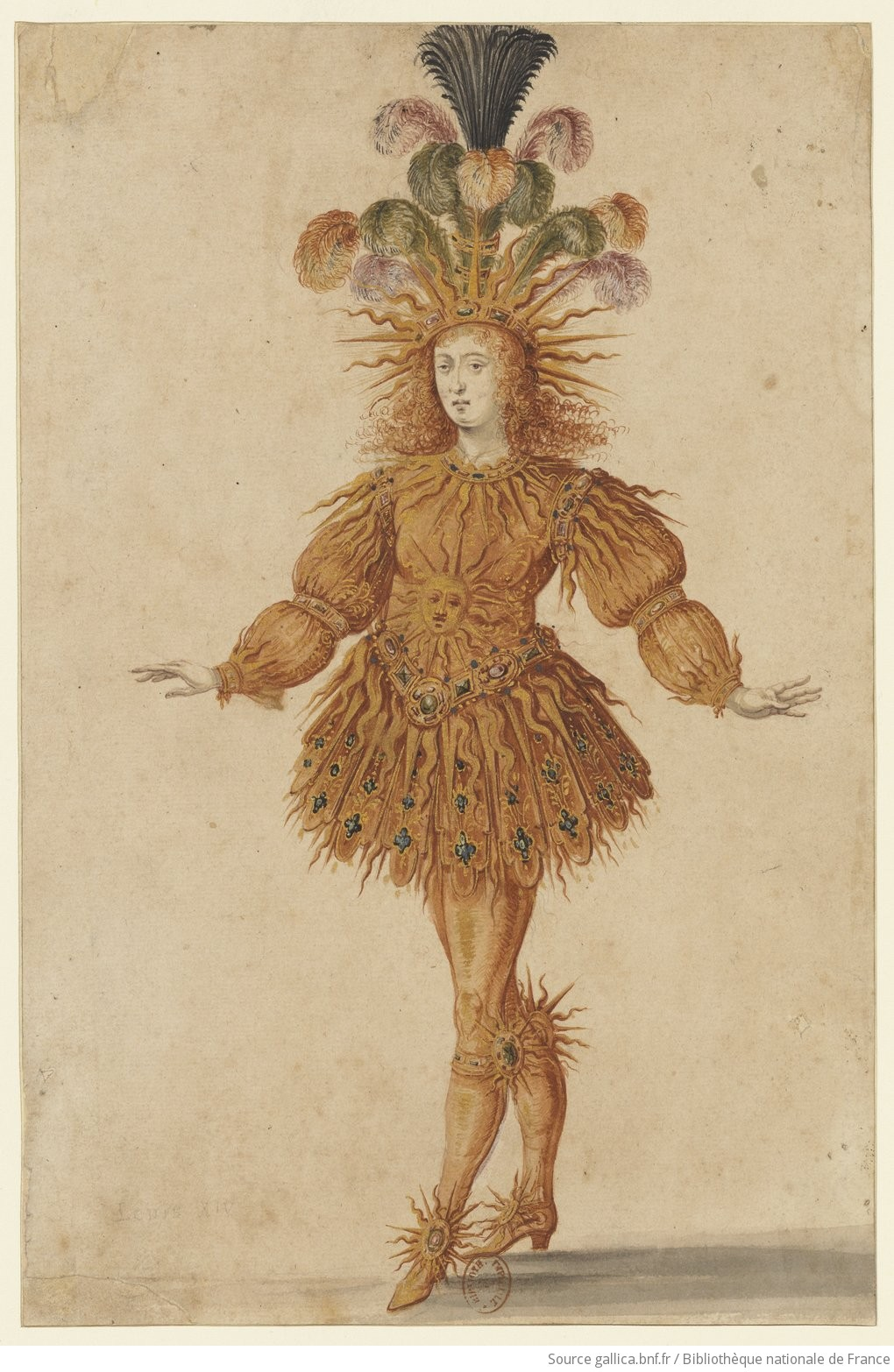
Het kostuum van Apollo, uitgevoerd door Lodewijk XIV